# Selma (Indiana)
Selma és una població dels Estats Units a l'estat d'Indiana. Segons el cens del 2000 tenia 880 habitants.

## Demografia
Segons el cens del 2000, Selma tenia 880 habitants, 336 habitatges, i 250 famílies. La densitat de població era de 399,7 habitants/km².
Dels 336 habitatges en un 40,2% hi vivien nens de menys de 18 anys, en un 59,2% hi vivien parelles casades, en un 13,1% dones solteres, i en un 25,3% no eren unitats familiars. En el 22% dels habitatges hi vivien persones soles el 10,7% de les quals corresponia a persones de 65 anys o més que vivien soles. El nombre mitjà de persones vivint en cada habitatge era de 2,59 i el nombre mitjà de persones que vivien en cada família era de 3.
Per edats la població es repartia de la següent manera: un 28,4% tenia menys de 18 anys, un 7,8% entre 18 i 24, un 31,7% entre 25 i 44, un 19,3% de 45 a 60 i un 12,7% 65 anys o més.
L'edat mediana era de 34 anys. Per cada 100 dones de 18 o més anys hi havia 86,9 homes.
La renda mediana per habitatge era de 44.423 $ i la renda mediana per família de 50.357 $. Els homes tenien una renda mediana de 35.333 $ mentre que les dones 23.625 $. La renda per capita de la població era de 18.361 $. Entorn del 4,5% de les famílies i el 4,7% de la població estaven per davall del llindar de pobresa.

## Poblacions més properes
El següent diagrama mostra les poblacions més properes.